# Distretto di Anjozorobe
Il distretto di Anjozorobe è un distretto del Madagascar situato nella regione di Analamanga. Ha per capoluogo la città di Anjozorobe.
La popolazione del distretto è di 167 839 abitanti (censimento 2011).